# 藤野千夜
藤野 千夜（ふじの ちや、1962年2月27日 - ）は、日本の小説家。

## 経歴
福岡県出身。麻布中学校・高等学校、千葉大学教育学部卒業。
漫画雑誌の編集者を経て、1995年「午後の時間割」で第14回海燕新人文学賞を受賞し小説家に転身。1996年『少年と少女のポルカ』で第18回野間文芸新人賞候補。1998年『おしゃべり怪談』で第20回野間文芸新人賞受賞。1999年「恋の休日」で第121回芥川賞候補。2000年「夏の約束」で第122回芥川賞受賞。
2004年、群像新人文学賞選考委員に就任（第47回から第51回まで）。2006年には『ルート225』が映画化された。

## 作品リスト
- 『少年と少女のポルカ』ベネッセコーポレーション 1996 / 講談社文庫 2000 /キノブックス文庫 2018
  - 少年と少女のポルカ、午後の時間割/六月の夜Ⅰ、六月の夜Ⅱ（この2作はキノブックス文庫のみ収録）
- 『おしゃべり怪談』講談社 1998 / 講談社文庫 2001
  - BJ、おしゃべり怪談、女生徒の友、ラブリープラネット
- 『恋の休日』講談社 1999 / 講談社文庫 2002
  - 恋の休日（『群像』1999年5月号）
  - 秘密の熱帯魚
- 『夏の約束』講談社 2000 / 講談社文庫 2003
  - 夏の約束（『群像』1999年12月号）
  - 主婦と交番
- 『ルート225』理論社 2002 / 新潮文庫 2005
- 『彼女の部屋』講談社 2003 / 講談社文庫 2006
  - ハローウィーン（『文學界』2002年1月号）
  - アメリカを連れて
  - 父の帰宅（『群像』2003年1月号）
  - 愛の手紙（『文學界』2002年5月号）
  - 薬屋事件（『文學界』2003年3月号）
  - 彼女の部屋（『群像』2003年9月号）
- 『ベジタブルハイツ物語』光文社 2005 / 光文社文庫 2007
  - アボカドの娘
  - ブロッコリーの日常
  - キャロットの二人（『小説宝石』2003年3月号）
  - ダイコンの夢（『小説宝石』2003年10月号）
  - アボカドふたたび
  - さよならベジタブル（『小説宝石』2004年10月号）
- 『主婦と恋愛』小学館 2006 のち文庫
  - 初出:『文藝ポスト』連載
- 『中等部超能力戦争』双葉社 2007 のち文庫
  - 初出:『小説推理』連載
- 『さやかの季節』光文社 2007
  - 二週間
  - どっちにする?（『小説宝石』2006年4月号）
  - 九月の写メール、秋のひみつ、声を聞かせて、一番の恋人、一年の終わり
- 『少女怪談』文藝春秋 2008
  - ペティの行方（『文學界』2004年4月号）
  - 青いスクーター（『文學界』2005年11月号）
  - アキちゃんの傘（『飛ぶ教室』2006年春号）
  - ミミカの不満（『飛ぶ教室』2007年春号）
- 『親子三代、犬三匹』朝日新聞出版 2009
- 『願い』講談社 2010
- 『ネバーランド』新潮社 2010
- 『スラスラ描けるマンガ教室 ピリカの魔法のペン』かぼ絵 学研パブリッシング 2013
- 『君のいた日々』角川春樹事務所 2013 のち文庫
- 『時穴みみか』講談社 2015 双葉文庫 2024
- 『D菩薩峠漫研夏合宿』新潮社 2015
- 『ホームメイキング同好会』理論社 2016
- 『すしそばてんぷら』角川春樹事務所 2016 のち文庫
- 『編集ども集まれ！』双葉社 2017
- 『団地のふたり』U-NEXT 2022
- 『また団地のふたり』U-NEXT 2024

### アンソロジー
「」内が藤野千夜の作品
- あのころの宝もの ほんのり心が温まる12のショートストーリー（2003年3月 メディアファクトリー）
  - 【改題】ありがと。 あのころの宝もの十二話（2004年10月 メディアファクトリー MF文庫ダ・ヴィンチ）「アメリカを連れて」

### 単行本未収録作品
- 不感症な夜（『小説現代』2004年4月号）
- 春休みの乱（『小説推理』2004年5月号）
- イブの過ごし方（『小説すばる』2004年12月号）
- タテになって（『小説すばる』2005年6月号）

## 作品提供

### 映画
- ルート225（監督：中村義洋、配給：オフィス・シロウズ／ソフトシューズ（京阪神）、2006年）

### 漫画
- ルート225（漫画：志村貴子、全1巻、2008年4月23日初版発行、講談社、ISBN 4063731146）

### テレビドラマ
- 団地のふたり（NHK、脚本：吉田紀子、2024年）